# Chữ Indus
Chữ Indus (còn được gọi là chữ Harappa) là tập hợp các ký tự được tạo ra bởi dân cư của văn minh lưu vực sông Ấn. Nhiều văn bản chứa những ký tự này rất ngắn và khó có thể kiểm tra liệu chúng có phải là chữ viết của tiếng Harappa hay không. Mặc dù đã có nhiều nỗ lực nhưng các ký tự trong "chữ viết" vẫn chưa được giải mã. Không có văn bản chạm khắc song ngữ cụ thể nào giúp giải mã chữ viết, điều này cho thấy không có thay đổi đáng kể nào theo thời gian. Tuy nhiên, một số cú pháp (nếu đó là những gì có thể được gọi) thay đổi tùy thuộc vào vị trí.
Ẩn chương chứa các ký tự Harappa xuất hiện lần đầu tiên trong tài liệu xuất bản năm 1875, trong bản vẽ của Alexander Cunningham. Đến năm 1992, người ta ước tính đã phát hiện ra 4.000 vật thể có khắc chữ, một số nơi xa xôi như Lưỡng Hà do mối quan hệ hiện có giữa Ấn Độ và Lưỡng Hà, với hơn 400 ký tự riêng biệt được ghi vào các văn bản chạm khắc được xác định.

### Works cited
- Allchin, F. Raymond; Erdosy, George (1995). The Archaeology of Early Historic South Asia: The Emergence of Cities and States. Cambridge University Press. ISBN 0521375479.
- Bonta, Steven C. (2010). The Indus Valley script: a new interpretation. Altoona: Pennsylvania State University.
- Bryant, Edwin Francis (2001). The Quest for the Origins of Vedic Culture: The Indo-Aryan Migration Debate. Oxford University Press. ISBN 978-0-19-513777-4.
- Cunningham, Alexander (1875). Archaeological Survey of India, Report for the Year 1872–1873, Vol. 5. Calcutta: The Superintendent Of Government.
- Cunningham, Alexander (1877). Inscriptions of Asoka. Corpus Inscriptionum Indicarum. Calcutta: Office of the Superintendent of Government Printing.
- Everson, Michael (ngày 29 tháng 1 năm 1999), Proposal for encoding the Indus script in Plane 1 of the UCS (PDF), Danish UNIX User Group, Bản gốc (PDF) lưu trữ ngày 19 tháng 1 năm 2022, truy cập ngày 13 tháng 11 năm 2023
- Farmer, Steve; Sproat, Richard; Witzel, Michael (2004). "The Collapse of the Indus-Script Thesis: The Myth of a Literate Harappan Civilization" (PDF). Electronic Journal of Vedic Studies (EJVS). Quyển 11 số 2. Bản gốc (PDF) lưu trữ ngày 11 tháng 2 năm 2021. Truy cập ngày 13 tháng 11 năm 2023.
- Fairservis, Walter Ashlin (1971). The Roots Of Ancient India: The Archaeology of Early Indian Civilisation. London: George Allen and Unwin.
- Fairservis, Walter Ashlin (1983). "The Script of the Indus Valley Civilization". Scientific American. Quyển 248 số 3. tr. 58–67. Bibcode:1983SciAm.248c..58F. doi:10.1038/scientificamerican0383-58. ISSN 0036-8733. JSTOR 24968852.
- Fairservis, Walter Ashlin (1992). The Harappan Civilization and Its Writing: A Model for the Decipherment of the Indus Script. BRILL. ISBN 978-8120404915.
- Ghosh, Amalananda, biên tập (1990). "20.4 Scripts". An Encyclopaedia of Indian Archaeology.
- Goody, Jack (1987). The Interface Between the Written and the Oral. Cambridge University Press. ISBN 0521332680.
- Heras, Henry (1953). Studies in Proto-Indo-Mediterranean Culture. Bombay: Indian Historical Research Institute.
- Hunter, G. R. (1932). "Mohenjo-daro—Indus Epigraphy". Journal of the Royal Asiatic Society of Great Britain & Ireland. Quyển 64 số 2. tr. 466–503. doi:10.1017/S0035869X00112444. ISSN 0035-869X. S2CID 163294522.
- Hunter, G. R. (1934). The Script of Harappa and Mohenjodaro and Its Connection with Other Scripts. Studies in the history of culture. London: Oxford University.
- Kenoyer, J M (2006). "The Origin, Context and Function of the Indus Script: Recent Insights from Harappa." (PDF). Proceedings of the Pre-symposium and the 7th ESCA Harvard-Kyoto Roundtable. Kyoto, Japan: RIHN. tr. 9–27. Truy cập ngày 25 tháng 6 năm 2022.
- Knorozov, Yuri V. (1965),  Предварительное сообщение об исследовании протоиндийских текстов [Preliminary Report on the Study of Proto-Indian Texts] (bằng tiếng Nga), Moscow: Institut Etnografii, Akademiya Nauk SSSR
- Kuiper, Franciscus Bernardus Jacobus (1991). Aryans in the Rigveda. Amsterdam: Rodopi. ISBN 90-5183-307-5. OCLC 26608387.
- Lal, Braj Basi (1960). "From the Megalithic to the Harappan: Tracing Back the Graffiti on the Pottery". Ancient India. Quyển 16. tr. 4–24.
- Lawler, Andrew (2004). "The Indus script: Write or wrong?". Science. Quyển 306 số 5704. tr. 2026–2029. doi:10.1126/science.306.5704.2026. PMID 15604381. S2CID 152563280.
- Mahadevan, Iravatham (1977). The Indus Script: Text, Concordance And Tables. New Delhi: Archaeological Survey of India.
- Mahadevan, Iravatham (2001a). "The Indus-like symbols on megalithic pottery: New evidence". Studia Orientalia Electronica. Quyển 94. tr. 379–386.
- Mahadevan, Iravatham (2004), Megalithic pottery inscription and a Harappa tablet:A case of extraordinary resemblance (PDF), Harappa, Bản gốc (PDF) lưu trữ ngày 1 tháng 11 năm 2012
- Mahadevan, Iravatham (2006). "A Note on the Muruku Sign of the Indus Script in light of the Mayiladuthurai Stone Axe Discovery".
- Mahadevan, Iravatham (2008). "How did the 'great god' get a 'blue neck'? a bilingual clue to the Indus Script" (PDF). Journal of Tamil Studies. Quyển 74. Bản gốc (PDF) lưu trữ ngày 12 tháng 2 năm 2023. Truy cập ngày 27 tháng 2 năm 2022.
- Mahadevan, Iravatham (2014). "Dravidian Proof of the Indus Script via The Rig Veda: A Case Study" (PDF). Bulletin of the Indus Research Centre. số 4.
- Marshall, John (1931). Mohenjo-Daro and the Indus Civilization: Being an Official Account of Archaeological Excavations at Mohenjo-Daro Carried Out by the Government of India Between the Years 1922 and 1927. Asian Educational Services. ISBN 978-81-206-1179-5.
- Meadow, Richard H.; Kenoyer, Jonathan Mark (ngày 2 tháng 7 năm 2001). "Excavations at Harappa 2000–2001: New insights on Chronology and City Organization" (PDF). Trong Jarrige, C.; Lefèvre, V. (biên tập). South Asian Archaeology 2001: Proceedings of the sixteenth international conference of the Association of South Asian Archaeologists. Paris: Collège de France. ISBN 978-2-8653830-1-6. Bản gốc (PDF) lưu trữ ngày 23 tháng 7 năm 2022.
- Meadow, Richard H.; Kenoyer, Jonathan Mark (2010). "Inscribed Objects from Harappa Excavations 1986–2007" (PDF). Trong Parpola, Asko; Pande, B. M.; Koskikallio, Petteri (biên tập). Corpus of Indus Seals and Inscriptions. Quyển 3, New material, untraced objects, and collections outside India and Pakistan, Part 1: Mohenjo-daro and Harappa. Suomalainen Tiedeakatemia. Bản gốc (PDF) lưu trữ ngày 30 tháng 6 năm 2011.
- Mitchiner, John E. (1978). Studies in the Indus Valley Inscriptions. New Delhi: Oxford & IBH.
- Mukhopadhyay, Bahata Ansumali (2018a). "Interrogating Indus Inscriptions Through Their Context, Structure and Compositional Semantics, to Understand Their Inner Logic of Message Conveyance". SSRN Electronic Journal. doi:10.2139/ssrn.3184583.
- Mukhopadhyay, Bahata Ansumali (2019). "Interrogating Indus inscriptions to unravel their mechanisms of meaning conveyance". Palgrave Communications. Quyển 5 số 1. tr. 1–37. doi:10.1057/s41599-019-0274-1. ISSN 2055-1045.
- Newberry, John (1980). Indus script monographs, volumes 1-7.
- Paranavitana, Senarat; Prematilleka, Leelananda; Van Lohuizen-De Leeuw, Johanna Engelberta (1978). Studies in South Asian Culture: Senarat Paranavitana Commemoration Volume. Brill. ISBN 90-04-05455-3.
- Parpola, Asko (1986). "The Indus script: A challenging puzzle". World Archaeology. Quyển 17 số 3. tr. 399–419. doi:10.1080/00438243.1986.9979979.
- Parpola, Asko (1994). Deciphering the Indus script. Cambridge, New York: Cambridge University Press. ISBN 9780521430791.
- Parpola, Asko (2005). Study of the Indus Script (PDF). 50th ICES Tokyo Session.
- Parpola, Asko (2008). Is the Indus script indeed not a writing system? (PDF). Chennai: Varalaaru. Bản gốc (PDF) lưu trữ ngày 27 tháng 3 năm 2009. {{Chú thích bách khoa toàn thư}}: Đã bỏ qua |work= (trợ giúp)
- Possehl, Gregory L. (1996). Indus Age: The Writing System. University of Pennsylvania Press. ISBN 978-0-8122-3345-2.
- Possehl, Gregory L. (2002). The Indus Civilization: A Contemporary Perspective. Rowman Altamira. ISBN 978-0-7591-1642-9.
- Ray, Himanshu Prabha (2006). "Inscribed pots, emerging identities". Trong Patrick Olivelle (biên tập). Between the Empires: Society in India 300 BCE to 400 CE. Oxford University Press. tr. 113–139.
- Rao, Shikaripur Ranganath (1973). Lothal and the Indus Civilisation. Bombay: Asia Publishing House.
- Rao, Rajesh P. N.; Yadav, Nisha; Vahia, Mayank N.; Joglekar, Hrishikesh; Adhikari, R.; Mahadevan, Iravatham (2009). "Entropic Evidence for Linguistic Structure in the Indus Script" (PDF). Science. Quyển 324 số 5931. tr. 1165. Bibcode:2009Sci...324.1165R. doi:10.1126/science.1170391. PMID 19389998. S2CID 15565405. Bản gốc (PDF) lưu trữ ngày 2 tháng 3 năm 2012.
- Rao, Rajesh P. N.; Yadav, Nisha; Vahia, Mayank N.; Joglekar, Hrishikesh; Adhikari, Ronojoy; Mahadevan, Iravatham (2010). "Entropy, the Indus Script, and Language:A Reply to R. Sproat". Computational Linguistics. Quyển 36 số 4. tr. 795–805. doi:10.1162/coli_c_00030. S2CID 423521.
- Rao, Rajesh P. N. (2010). "Probabilistic Analysis of an Ancient Undeciphered Script" (PDF). IEEE Computer. Quyển 43 số 4. tr. 76–80. doi:10.1109/mc.2010.112. S2CID 15353538. Bản gốc (PDF) lưu trữ ngày 1 tháng 2 năm 2012.
- Rao, Rajesh. "A Rosetta Stone for a lost language" (2011).
- Rao, Rajesh P. N.; Yadav, Nisha; Vahia, Mayank N.; Jonathan, Philip; Ziman, Pauline (2015). "On statistical measures and ancient writing systems". Language. Quyển 91 số 4. tr. e198 – e205. doi:10.1353/lan.2015.0055. S2CID 146385983.
- Robinson, Andrew (2002). Lost Languages: The Enigma of the World's Undeciphered Scripts. New York: McGraw-Hill. ISBN 0-07-135743-2. OCLC 48032556.
- Robinson, Andrew (2015). "Ancient civilization: Cracking the Indus script". Nature News. Quyển 526 số 7574. tr. 499–501. Bibcode:2015Natur.526..499R. doi:10.1038/526499a. PMID 26490603.
- Sali, S. A. (1986). Daimabad: 1976–79. Archaeological Survey of India – qua indianculture.gov.in.
- Salomon, Richard (1995). "Review: On the Origin of the Early Indian Scripts". Journal of the American Oriental Society. Quyển 115 số 2. tr. 271–279. doi:10.2307/604670. JSTOR 604670.
- Sankaranarayanan, Vijayam, biên tập (2007). Themes in History, Part-I. National Council of Educational Research and Training (NCERT). ISBN 978-81-7450-651-1.
- Shinde, Vasant; Willis, Rick J. (2014). "A New Type of Inscribed Copper Plate from Indus Valley (Harappan) Civilisation". Ancient Asia. Quyển 5. doi:10.5334/aa.12317.
- Singh, Upinder (2008). A History of Ancient and Early Medieval India From the Stone Age to the 12th Century.
- Special Correspondent (ngày 14 tháng 11 năm 2014). "Indus script early form of Dravidian". The Hindu. Truy cập ngày 21 tháng 10 năm 2018. {{Chú thích báo}}: |last= có tên chung (trợ giúp)
- Sen, Sailendra Nath (1999). Ancient Indian History and Civilization. Routledge. ISBN 9788122411980.
- Sproat, Richard (tháng 6 năm 2014). "A Statistical Comparison of Written Language and Nonlinguistic Symbol Systems" (PDF). Language. Quyển 90 số 2. tr. 457–481. doi:10.1353/lan.2014.0031. S2CID 146376955.
- Sproat, Richard (2015). "On misunderstandings and misrepresentations: A reply to Rao et al". Language. Quyển 91 số 4. tr. e206 – e208. doi:10.1353/lan.2015.0058. S2CID 146513140.
- Sreedharan, E. (2007). A Manual of Historical Research Methodology. South Indian Studies. ISBN 9788190592802.
- Stiebing, William H. Jr.; Helft, Susan N. (2018). Ancient Near Eastern History and Culture (ấn bản thứ 3). Routledge. ISBN 978-1-134-88083-6.
- Wells, B. K. (2015). The Archaeology and Epigraphy of Indus Writing. Oxford, UK: Archaeopress. ISBN 9781784910464.
- Witzel, M. (1999). "Substrate Languages in Old Indo-Aryan (Ṛgvedic, Middle, and Late Vedic)". Electronic Journal of Vedic Studies. Quyển 5 số 1. tr. 1–67. doi:10.11588/ejvs.1999.1.828. ISSN 1084-7561.
- Wright, Rita P. (2009). The Ancient Indus: Urbanism, Economy, and Society. Cambridge University Press. ISBN 978-0-521-57219-4. Truy cập ngày 29 tháng 9 năm 2013.
- Zvelebil, Kamil (1990). Dravidian Linguistics: an introduction. Pondicherry: Pondicherry Institute of Linguistics and Culture. ISBN 81-85452-01-6. OCLC 24332848.